# Championnat d'Allemagne de football de deuxième division 1961-1962
Navigation
2. Oberliga
1960-1961 2. Oberligen
1962-1963
La 2. Oberliga 1961-1962 fut la 13e saison de 2. Oberliga (parfois également appelée II. Division), une ligue située au 2e échelon du football allemand dans certaines régions. Lors de la saison 1949-1950, seule l'Ouest de l'Allemagne (Land de Rhénanie du Nord-Wesphalie) disposait d'une 2. Oberliga à deux sous-groupes. La compétition passera à un format à un groupe unique à partir de la saison 1952-1953. L'Allemagne du Sud (Länder de Hesse, Bade-Wurtemberg et Bavière) suit le mouvement et introduit sa propre 2. Oberliga pour la saison 1950-1951, et l'Allemagne du Sud-Ouest (Land de Rhénanie-Palatinat et protectorat puis Land de Sarre) suivra la saison suivante. En Allemagne du Nord (Länder de Basse-Saxe et de Schleswig-Holstein ainsi que villes libres de Hambourg et Brême), et à Berlin-Ouest, ce sont les Amateurligen qui jouaient le rôle de 2de division.

## 2. Oberliga West
Le 2. Oberliga West 1961-1962 fut une ligue située au 2e niveau de la hiérarchie du football ouest-allemand.
Ce fut la 13e édition de cette ligue qui couvrait le même territoire que l'Oberliga West, c'est-à-dire le Land de Rhénanie du Nord-Wesphalie, donc les clubs affiliés à une des trois fédérations composant la Westdeutscher Fußball-und Leichtathletikverband (WFLV).
Les deux premiers furent promus en Oberliga West pour la saison suivante.

### Compétition

#### Légende
| Légende       |                                                                    |
| C             | Champion 2. Liga West & promu en Oberliga West la saison suivante. |
| P             | promu en Oberliga West la saison suivante.                         |
| R             | relégué vers les séries de Verbandsliga pour la saison suivante.   |
| en diminution | club relégué de l'Oberliga West depuis la saison précédente        |

#### Classement
|   |    |                            | M  | G  | N  | P  | +  | -  | Avg  | Pts |
| - | -- | -------------------------- | -- | -- | -- | -- | -- | -- | ---- | --- |
| C | 1  | SV Bayer 04 Leverkusen     | 30 | 21 | 3  | 6  | 93 | 40 | 2,33 | 45  |
| P | 2  | Wuppertaler SV             | 30 | 16 | 11 | 3  | 68 | 29 | 2,34 | 43  |
|   | 3  | VfL Bochum                 | 30 | 15 | 5  | 10 | 58 | 40 | 1,45 | 35  |
|   | 4  | SG Eintracht Gelsenkirchen | 30 | 14 | 7  | 9  | 52 | 41 | 1,27 | 35  |
|   | 5  | Rot-Weiss Essen            | 30 | 15 | 4  | 11 | 63 | 45 | 1,40 | 34  |
|   | 6  | SV Neukirchen 21           | 30 | 11 | 9  | 10 | 49 | 54 | 0,91 | 31  |
|   | 7  | STV Horst-Emscher          | 30 | 14 | 2  | 14 | 61 | 75 | 0,81 | 30  |
|   | 8  | Sportfreunde Siegen        | 30 | 12 | 4  | 14 | 55 | 46 | 1,20 | 28  |
|   | 9  | TuS Duisburg 48/99         | 30 | 11 | 6  | 13 | 55 | 49 | 1,12 | 28  |
|   | 10 | SpVgg Herten 07/12         | 30 | 11 | 5  | 14 | 44 | 50 | 0,88 | 27  |
|   | 11 | VfB Bottrop                | 30 | 9  | 9  | 12 | 30 | 39 | 0,77 | 27  |
|   | 12 | Dortmunder SC 95           | 30 | 9  | 9  | 12 | 44 | 62 | 0,71 | 27  |
|   | 13 | Sportfreunde Gladbeck      | 30 | 10 | 4  | 16 | 35 | 70 | 0,50 | 24  |
|   | 14 | Bonner FV 01               | 30 | 7  | 9  | 14 | 37 | 53 | 0,70 | 23  |
| R | 15 | VfL Benrath                | 30 | 6  | 10 | 14 | 37 | 63 | 0,59 | 22  |
| R | 16 | SpVgg Erkenschwick         | 30 | 9  | 3  | 18 | 45 | 70 | 0,64 | 21  |

### Relégués d'Oberliga
À la fin de cette saison, les équipes qui descendirent d'Oberliga West furent:
- SV Sodingen
- Duisburger SpV

### Montants des séries inférieures
À la fin de cette saison, les deux derniers classés furent relégués vers les séries de Verbandsligen et remplacés par:
- DSC Arminia Bielefeld
- Duisburger FV 08

#### Résultats du tour final des Verbandsligen
| Légende |                                                     |
| P       | club promu en 2. Oberliga West, la saison suivante. |

Le tour final concerna les trois champions des Verbandsligen ("Mittelrhein", "Niederrhein" et "Westfalen"). 
- Tour final:

|   |   |                       | M | G | N | P | + | - | Avg  | Pts |
| - | - | --------------------- | - | - | - | - | - | - | ---- | --- |
|   | 1 | TuRa Bonn             | 2 | 1 | 1 | 0 | 2 | 1 | 2,00 | 3   |
| P | 2 | DSC Arminia Bielefeld | 2 | 1 | 0 | 1 | 2 | 1 | 2,00 | 2   |
| P | 3 | Duisburger FV 08      | 2 | 0 | 1 | 1 | 1 | 3 | 0,33 | 1   |

Comme le TuRa Bonn, vainqueur de ce tour final, renonça à la promotion, les deux autres participants furent promus.

## 2. Oberliga Südwest
Le 2. Oberliga Südwest 1961-1962 fut une ligue située au 2e niveau de la hiérarchie du football ouest-allemand.
Ce fut la 11e édition de cette ligue qui couvrait le même territoire que l'Oberliga Südwest, c'est-à-dire les Länder de Sarre et de Rhénanie-Palatinat, donc pour les clubs affiliés à la Fußball-Regional-Verband Südwest (FRVS).
Les deux premiers classés furent promus en Oberliga Südwest pour la saison suivante.

### Compétition

#### Légende
| Légende         |                                                                          |
| C               | Champion 2. Liga Südwest & promu en Oberliga Südwest la saison suivante. |
| P               | promu en Oberliga Südwest la saison suivante                             |
| R               | Relégué en vers les séries inférieures en vue de la saison suivante      |
| en diminution   | club relégué de l'Oberliga Südwest depuis la saison précédente           |
| en augmentation | club promu des séries inférieures depuis la saison précédente.           |

#### Classement
|   |    |                        | M  | G  | N  | P  | +  | -  | Avg  | Pts |
| - | -- | ---------------------- | -- | -- | -- | -- | -- | -- | ---- | --- |
| C | 1  | SV Niederlahnstein     | 30 | 19 | 3  | 8  | 72 | 44 | 1,64 | 41  |
| Q | 2  | VfR Frankenthal        | 30 | 16 | 7  | 7  | 66 | 42 | 1,57 | 39  |
|   | 3  | SC Friedrichsthal      | 30 | 14 | 8  | 8  | 48 | 39 | 1,23 | 36  |
|   | 4  | FV Speyer              | 30 | 15 | 3  | 12 | 54 | 40 | 1,35 | 33  |
|   | 5  | TSC Zweibrücken        | 30 | 14 | 4  | 12 | 60 | 49 | 1,22 | 32  |
|   | 6  | SV Ludweiler-Warndt    | 30 | 12 | 8  | 10 | 48 | 41 | 1,17 | 32  |
|   | 7  | SV 06 Völklingen       | 30 | 12 | 6  | 12 | 56 | 46 | 1,22 | 30  |
|   | 8  | FV Engers 07           | 30 | 12 | 5  | 13 | 59 | 56 | 1,06 | 29  |
|   | 9  | BFV Hassia Bingen      | 30 | 14 | 1  | 15 | 69 | 73 | 0,95 | 29  |
|   | 10 | FSV Schifferstadt      | 30 | 11 | 7  | 12 | 40 | 52 | 0,77 | 29  |
|   | 11 | SpVgg Weisenau         | 30 | 10 | 8  | 12 | 65 | 62 | 1,05 | 28  |
|   | 12 | FC Germania Metternich | 30 | 10 | 8  | 12 | 48 | 54 | 0,83 | 28  |
|   | 13 | VfB Theley             | 30 | 8  | 10 | 12 | 39 | 29 | 0,66 | 25  |
|   | 14 | SV St. Ingbert         | 30 | 10 | 5  | 15 | 39 | 59 | 0,66 | 25  |
| R | 15 | ASC Dudweiler          | 30 | 8  | 8  | 14 | 42 | 59 | 0,71 | 24  |
| R | 16 | 1. FC Sobernheim       | 30 | 7  | 5  | 18 | 39 | 75 | 0,92 | 19  |

### Relégués de l'Oberliga Südwest
En fin de saison, les deux clubs suivants furent relégués depuis l'Oberliga Südwest:
- Eintracht Trier
- SV Phönix 03 Ludwigshafen

### Montants des séries inférieures
Les deux derniers classés furent relégués vers les séries inférieures et, en vue de la saison suivante, furent remplacées par:
- FC Phönix Bellheim
- VfB Wissen

#### Résultats du tour final des Amateurligen
| Légende |                                                   |
| P       | Promu en 2. Oberliga Südwest, la saison suivante. |

|   |   |                    | M | G | N | P | +  | -  | Avg  | Pts |
| - | - | ------------------ | - | - | - | - | -- | -- | ---- | --- |
| P | 1 | FC Phönix Bellheim | 4 | 3 | 1 | 0 | 10 | 5  | 2,00 | 7   |
| P | 2 | VfB Wissen         | 4 | ? | ? | ? | 7  | 11 | 0,64 | 3   |
|   | 3 | SV Fraulautern     | 4 | ? | ? | ? | 7  | 8  | 0,88 | 2   |

## 2. Oberliga Süd
Navigation
2. Oberliga Süd
1960-1961 2. Oberliga Süd
1962-1963
Le 2. Oberliga Süd 1961-1962 fut une ligue située au 2e niveau de la hiérarchie du football ouest-allemand.
Ce fut la 12e édition de cette ligue qui couvrait le même territoire que l'Oberliga Süd, c'est-à-dire les Länder de Bade-Wurtemberg, de Bavière et de Hesse.
Les deux premiers classés furent promus en Oberliga Süd pour la saison suivante.

### Compétition

#### Légende
| Légende         |                                                                        |
| C               | Champion 2. Liga Süd & promu en Oberliga Süd la saison suivante.       |
| P               | promu en Oberliga Süd la saison suivante                               |
| R               | Relégué vers les séries de 1. Amateurliga en vue de la saison suivante |
| en diminution   | club relégué de l'Oberliga Süd depuis la saison précédente             |
| en augmentation | club promu des séries de 1. Amateurliga depuis la saison précédente    |

#### Classement
|   |    |                           | M  | G  | N | P  | +  | -   | Avg   | Pts |
| - | -- | ------------------------- | -- | -- | - | -- | -- | --- | ----- | --- |
| C | 1  | KSV Hessen Kassel         | 34 | 23 | 6 | 5  | 93 | 37  | 2,51  | 52  |
| P | 2  | TSG 1846 Ulm              | 34 | 21 | 8 | 5  | 78 | 42  | 1,88  | 50  |
|   | 3  | 1. FC Pforzheim           | 34 | 21 | 6 | 7  | 87 | 46  | 1,89  | 48  |
|   | 4  | FC Hanau 93               | 34 | 16 | 8 | 10 | 70 | 62  | 1,13  | 40  |
|   | 5  | SC Borussia 04 Fulda      | 34 | 17 | 5 | 12 | 68 | 55  | 1,241 | 39  |
|   | 6  | Freiburger FC             | 34 | 16 | 5 | 13 | 61 | 43  | 1,42  | 37  |
|   | 7  | SpVgg 03 Neu-Isenburg     | 34 | 15 | 7 | 12 | 64 | 57  | 1,12  | 37  |
|   | 8  | SV Viktoria Aschaffenburg | 34 | 16 | 4 | 14 | 67 | 66  | 1,02  | 36  |
|   | 9  | FC Singen 04              | 34 | 13 | 8 | 13 | 57 | 61  | 0,93  | 34  |
|   | 10 | 1. FC Hassfurt            | 34 | 14 | 5 | 15 | 64 | 65  | 0,98  | 33  |
|   | 11 | VfL 07 Neustadt/Coburg    | 34 | 11 | 8 | 15 | 50 | 55  | 0,91  | 30  |
|   | 12 | VfB Hemlbrechts           | 34 | 12 | 6 | 16 | 59 | 68  | 0,87  | 30  |
|   | 13 | SpVgg Amicitia Viernheim  | 34 | 13 | 3 | 18 | 63 | 75  | 0,84  | 29  |
|   | 14 | SV Stuttgarter Kickers    | 34 | 12 | 4 | 18 | 60 | 61  | 0,98  | 28  |
|   | 15 | SSV Jahn Regensburg       | 34 | 11 | 6 | 17 | 55 | 73  | 0,75  | 28  |
| R | 16 | SV Wiesbaden              | 34 | 11 | 6 | 17 | 42 | 67  | 0,63  | 28  |
| R | 17 | SpVgg Bayreuth            | 34 | 8  | 3 | 23 | 49 | 102 | 0,48  | 19  |
| R | 18 | ASV Cham                  | 34 | 4  | 6 | 24 | 41 | 93  | 0,44  | 14  |

### Relégués d'Oberliga
À la fin de cette saison, les clubs qui descendirent d'Oberliga Süd furent:
- FSV Frankfurt
- SV Waldhof Mannheim 07

### Montants des séries inférieures
En vue de la saison suivante, les trois derniers classés de 2. Liga Süd furent relégués vers les séries d'Amateurliga et remplacés par :
- SV Darmstadt 98
- ESV Ingolstadt-Ringsee
- VfR Heilbronn

#### Résultats du tour final des Amateurligen
| Légende       |                                                           |
| P             | club promu en 2. Oberliga Süd, la saison suivante.        |
| en diminution | club relégué de la 2. Oberliga Süd, la saison précédente. |

Changement dans l'organisation du tour final. Les champions des Amateurligen "Bayern" et "Hessen" furent promus directement. Les champions des 4 Amateurligen du Land de Bade-Wurtemberg (Nordbaden, Nordwürttemberg, Schwarzwald-Bodensee et Südbaden) prirent part à un tour final pour déterminer le 3e promu. Le FC Hechingen, champion de l'Amateurliga Schwarzwald-Bodensee renonça et fut remplacé par le SC Schwenningen.
- Tour final

|   |   |                 | M | G | N | P | +  | -  | Avg  | Pts |
| - | - | --------------- | - | - | - | - | -- | -- | ---- | --- |
| P | 1 | VfR Heilbronn   | 6 | ? | ? | ? | 11 | 5  | 2,20 | 9   |
|   | 2 | SC Baden-Baden  | 6 | ? | ? | ? | 9  | 7  | 1,29 | 8   |
|   | 3 | SC Schwenningen | 6 | ? | ? | ? | 11 | 11 | 1,00 | 6   |
|   | 4 | VfL Neckarau    | 6 | 0 | 1 | 5 | 3  | 11 | 0,27 | 1   |